# اودو لاتک
اودو لاتک (انگلیسی: Udo Lattek؛ زادهٔ ۱۶ ژانویهٔ ۱۹۳۵ – درگذشتهٔ ۳۱ ژانویهٔ ۲۰۱۵) یک بازیکن فوتبال، و سرمربی اهل آلمان بود. اودو لاتک، یکی از چهره‌های برجسته مربی‌گری فوتبال در آلمان بود. او در طول چندین دهه فعالیت مربی‌گری هدایت تیم‌های صاحب‌نامی چون بارسلونا، بایرن مونیخ و بروسیا دورتموند را بر عهده داشت.

## زندگی‌نامه
لاتک که فعالیت مربی‌گری خود را در سال ۱۹۶۴ آغاز کرد او بزرگ‌ترین موفقیت‌های خود را با باشگاه پرآوازه بایرن مونیخ جشن گرفت. باشگاه‌های بروسیا دورتموند، بروسیا مونشن‌گلادباخ، کلن از دیگر تیم‌های بوندس‌لیگا هستند که اودو لاتک هدایت آنها را برعهده داشته است. او در سال ۱۹۸۳ سرمربی‌گری در خارج از خاک آلمان را نیز تجربه کرد. لاتک در بین سال‌های ۱۹۸۱ تا ۱۹۸۳ سکان کشتی پرستاره بارسلونا را در دست داشت. در آن سال‌ها دیگو مارادونا، ستاره بزرگ فوتبال در خدمت باشگاه بارسلونا بود و در نهایت نیز لاتک به خاطر اختلافاتش با این ستاره مجبور شد از سمت سرمربی‌گری بارسلونا کناره گیرد.
لاتک که پیش از آن یکی از پاهای ثابت در برنامه‌های تحلیلی شبکه ورزشی تلویزیون آلمان بود، خود را پس از آن از صحنه کنار کشید و در یکی از خانه‌های ویژه سالمندان بستری شد. در سال ۲۰۱۳ بود که پزشکان تشخیص دادند که لاتک در پی سکته مغزی به بیماری پارکینسون دچار شده است. اودو لاتک، روز شنبه ۳۱ ژانویه ۲۰۱۵ در سن ۸۰ سالگی در کلن درگذشت.

## کارنامه مربیگری
| تیم                 | از            | تا             | Record | Record | Record | Record | Record | Record      |
| تیم                 | از            | تا             | بازی   | برد    | تساوی  | باخت   | % برد  | Ref.        |
| ------------------- | ------------- | -------------- | ------ | ------ | ------ | ------ | ------ | ----------- |
| بایرن مونیخ         | ۱۳ مارس ۱۹۷۰  | ۲ ژانویه ۱۹۷۵  | ۲۲۳    | ۱۳۷    | ۴۶     | ۴۰     | ۰۶۱    | [ ۱ ]       |
| بروسیا مونشن‌گلادباخ | ۱ ژوئیه ۱۹۷۵  | ۳۰ ژوئن ۱۹۷۹   | ۱۷۶    | ۸۷     | ۴۸     | ۴۱     | ۰۴۹    | [ ۲ ]       |
| بروسیا دورتموند     | ۱ ژوئیه ۱۹۷۹  | ۱۰ مه ۱۹۸۱     | ۷۲     | ۳۲     | ۱۵     | ۲۵     | ۰۴۴    | [ ۳ ]       |
| بارسلونا            | ۱ ژوئیه ۱۹۸۱  | ۳ مارس ۱۹۸۳    | ۷۶     | ۴۲     | ۱۸     | ۱۶     | ۰۵۵    | [ ۵ ] [ ۶ ] |
| بایرن مونیخ         | ۱ ژوئیه ۱۹۸۳  | ۳۰ ژوئن ۱۹۸۷   | ۱۸۸    | ۱۱۶    | ۴۵     | ۲۷     | ۰۶۲    | [ ۱ ]       |
| کلن                 | ۳۰ اوت ۱۹۹۱   | ۴ سپتامبر ۱۹۹۱ | ۱      | ۰      | ۱      | ۰      | ۰۰۰٫۰۰ | [ ۷ ]       |
| شالکه ۰۴            | ۱ ژوئیه ۱۹۹۲  | ۱۶ ژانویه ۱۹۹۳ | ۱۹     | ۶      | ۶      | ۷      | ۰۳۲    | [ ۸ ]       |
| بروسیا دورتموند     | ۱۴ آوریل ۲۰۰۰ | ۳۰ ژوئن ۲۰۰۰   | ۵      | ۲      | ۲      | ۱      | ۰۴۰    | [ ۳ ]       |
| مجموع               | مجموع         | مجموع          | ۷۶۰    | ۴۲۲    | ۱۸۱    | ۱۵۷    | ۰۵۶    | —           |

## افتخارات
مجموعاً ۱۵ عنوان قهرمانی را از آن خود کرد. او با هشت بار قهرمانی بوندس‌لیگا، موفق‌ترین سرمربی لیگ دسته اول آلمان محسوب می‌شود.
- قهرمانی بوندس‌لیگا: ۱۹۷۲، ۱۹۷۳، ۱۹۷۴، ۱۹۷۶، ۱۹۷۷، ۱۹۸۵، ۱۹۸۶ و ۱۹۸۷
- جام حذفی آلمان: ۱۹۷۱، ۱۹۸۴ و ۱۹۸۶
- جام حذفی اسپانیا: ۱۹۸۲
- جام قهرمانان باشگاه‌های اروپا: ۱۹۷۴
- جام جام‌داران اروپا: ۱۹۸۲
- جام یوفا: ۱۹۷۹